# Aurel P. Bănuț
Aurel P. Bănuț (n. 23 octombrie 1881, Rupea, județul Brașov – d. 28 iulie 1970, Brașov) a fost un scriitor și ziarist român, animator al vieții culturale din Transilvania și Banat, întemeietorul revistei Luceafărul de la Budapesta din 1902.
Aurel P. Bănuț a fost primul director al Societății pentru Fond de Teatru Român în Transilvania.
În timpul Primului Război Mondial, Aurel P. Bănuț a dezertat din armata austro-ungară și s-a înrolat în cea românească.
La 15 martie 1925, Aurel P. Bănuț, directorul propagandei culturale pentru ținuturile alipite, a fost ales în fruntea Comitetului de conducere al despărțământul Astrei din Sighișoara.

## Publicații
La 19 septembrie 1909, la Orăștie a apărut „Thalia Română la Alba Iulia”, cu subtitlul „foaie ocazională, editată din prilegiul adunării generale a Societății pentru fond de teatru român”. Număr unic. Format: 40 x 28 cm. Nr. 50 fileri. Se vinde în folosul fondului. Redactată de Aurel P. Bănuț, director artistic al Societății. Tipografia Nouă a foii Libertatea din Orăștie. Un exemplar este păstrat în colecțiile Bibilotecii Centrale Universitare din Cluj.

## In memoriam
- Strada cu codul poștal 410126 din Oradea îi poartă numele.[5]
- Strada cu codul poștal 405200 din Dej îi poartă numele.[6]